# Liste der denkmalgeschützten Objekte in Lurnfeld
Die Liste der denkmalgeschützten Objekte in Lurnfeld enthält die 10 denkmalgeschützten, unbeweglichen Objekte der Gemeinde Lurnfeld.

## Denkmäler
| Foto |                 | Denkmal                                                                                      | Standort                                          | Beschreibung | Metadaten |
| ---- | --------------- | -------------------------------------------------------------------------------------------- | ------------------------------------------------- | --- | --- |
| ja   | Datei hochladen | Kath. Filialkirche St. Magdalena HERIS-ID: 57846 Objekt-ID: 68162                            | südöstlich Altenmarkt 6 Standort KG: Möllbrücke I | Die kleine romanische, später barock veränderte Kirche weist eine hölzerne Vorhalle, ein Langhaus mit über Eck gestelltem Dachreiter und derben Strebepfeilern und eine halbkreisförmige Apsis auf. Altar und Kanzel stammen von Anfang des 18. Jahrhunderts. | BDA-Hist.: Q1413152 Status: § 2a Stand der BDA-Liste: 2025-06-30 Name: Kath. Filialkirche St. Magdalena GstNr.: .46 Filialkirche St. Magdalena am Lurnfeld                  |
| ja   | Datei hochladen | Kath. Pfarrkirche hl. Leonhard und Friedhof HERIS-ID: 54340 Objekt-ID: 62564                 | St.-Leonhard-Straße 5 Standort KG: Möllbrücke I   | Die im 15. Jahrhundert errichtete spätgotische Kirche mit Strebepfeilern hat ein zweijochiges Langhaus, einen eingezogenen einjochigen Chor und einen mächtigen Südturm mit Mauerschlitzen und Pyramidenhelm. Die Tür des südlichen Seitenportals hat -ebenso wie die Tür vom Chor zur Sakristei - Schloss und Beschläge aus der Gotik; darüber wurden Freskenreste freigelegt. Eine Wandmalerei hl. Leonhard am Turm stammt von Suitbert Lobisser. Als Hochaltar dient ein bemerkenswerter spätgotischer Flügelaltar. Ein geschnitzter sechssitziger Chorstuhl an der Chornordwand ist mit 1507 bezeichnet. | BDA-Hist.: Q2082840 Status: § 2a Stand der BDA-Liste: 2025-06-30 Name: Kath. Pfarrkirche hl. Leonhard und Friedhof GstNr.: .32, 191/4 Pfarrkirche Möllbrücke                |
| ja   | Datei hochladen | Kath. Filialkirche St. Stefan (zu Premersdorf) HERIS-ID: 93717 Objekt-ID: 108789             | gegenüber St. Stefan 2 Standort KG: Möllbrücke II | Kleiner spätgotischer Bau, Jahreszahl 1520 im Bogenfeld des Sakristeiportals, Langhaus barockisiert. Chor zweijochig mit 5/8-Schluss, nördlich vom Chor mächtiger Sakristeiturm über abgetrepptem Sockelgeschoß, mit Mauerschlitzen, zweiteiligen rundbogigen Schallfenstern und Spitzgiebelhelm. Spätgotische abgefaste Rechteckfenster in der Sakristei und am Turmaufgang. Rundbogenfenster im Chor und im Langhaus, Spitzbogenform an einzelnen Chorfenstern sichtbar. Nördliches Seitenportal spätgotisches Rundbogenportal, profiliert.                                                                | BDA-Hist.: Q37762806 Status: § 2a Stand der BDA-Liste: 2025-06-30 Name: Kath. Filialkirche St. Stefan (zu Premersdorf) GstNr.: .64 Filialkirche Sankt Stefan (Lurnfeld)     |
| ja   | Datei hochladen | Schloss Drauhofen (landwirtschaftl. Fachschule) HERIS-ID: 53526 Objekt-ID: 61509             | Drauhofen 1 Standort KG: Möllbrücke III           | Das Schloss ist ein dreigeschoßiger Bau aus dem 16. und 17. Jahrhundert, der an beiden Seiten der Hauptfassade je einen siebenseitigen Turm mit Pyramidendach hat. Im Nordturm befindet sich die ehemalige Kapelle mit Stuckreliefs an der Decke. In der zweiten Hälfte des 20. Jahrhunderts erhielt das Gebäude Anbauten und wird als landwirtschaftliche Schule verwendet. | BDA-Hist.: Q2240656 Status: Bescheid Stand der BDA-Liste: 2025-06-30 Name: Schloss Drauhofen (landwirtschaftl. Fachschule) GstNr.: 326/1                                    |
| ja   | Datei hochladen | Pfarrhof HERIS-ID: 93704 Objekt-ID: 108772                                                   | Kirchplatz 1 Standort KG: Pusarnitz               | | BDA-Hist.: Q37762767 Status: § 2a Stand der BDA-Liste: 2025-06-30 Name: Pfarrhof GstNr.: .16                                                                                |
| ja   | Datei hochladen | Kath. Filialkirche hl. Maria in Hohenburg HERIS-ID: 57848 Objekt-ID: 68164                   | Tröbach 1 Standort KG: Pusarnitz                  | Die auf steil abfallendem Felsen weithin sichtbare Kirche mit kurzem einschiffigen Langhaus hat einen gotischen Turm mit barockem Zwiebelhelm. Die halbkreisförmige Apsis und das Südportal gehen auf eine romanische Burgkapelle zurück. Die Altäre, die Kanzel und einige Votivbilder stammen aus dem frühen 18. Jahrhundert, aus der Zeit des Ausbaus zu einer Wallfahrtskirche. | BDA-Hist.: Q1352257 Status: § 2a Stand der BDA-Liste: 2025-06-30 Name: Kath. Filialkirche hl. Maria in Hohenburg GstNr.: .75 Filialkirche hl. Maria in Hohenburg, Lurnfeld  |
| ja   | Datei hochladen | Burgruine Hohenburg HERIS-ID: 45196 Objekt-ID: 46114                                         | bei Tröbach 1 Standort KG: Pusarnitz              | Die zu Beginn des 12. Jahrhunderts errichtete romanische Burg erstreckte sich über mehr als 70 Meter Länge. Erhalten ist unter anderem ein eineinhalbgeschoßiger Teil der Nordmauer eines Festen Hauses. | BDA-Hist.: Q1015350 Status: Bescheid Stand der BDA-Liste: 2025-06-30 Name: Burgruine Hohenburg GstNr.: 672/1                                                                |
| ja   | Datei hochladen | Kath. Pfarrkirche hl. Michael mit Friedhofsmauern und Toren HERIS-ID: 54446 Objekt-ID: 62725 | Pusarnitz Standort KG: Pusarnitz                  | Die mittelgroße spätgotische Anlage (Mauerwerk zum Teil romanisch) wurde Ende des 17. Jahrhunderts barock verändert und um das westliche Langhausjoch erweitert. Restaurierungen 1834, 1850. An Chor und Langhaussüdseite sind Strebepfeiler. Am in den Chor einspringenden Nordturm ist ein Zwiebelhelm. Bemerkenswert ist der Hochaltar aus der Mitte des 18. Jahrhunderts mit Säulenarchitektur, Opfergangsportalen und reichem Figurenschmuck. Kirche und Friedhof von ehemaliger Wehrmauer umgeben, die Befestigung abgetragen bis auf die beiden Tormauern im Westen und Osten.                        | BDA-Hist.: Q38060906 Status: § 2a Stand der BDA-Liste: 2025-06-30 Name: Kath. Pfarrkirche hl. Michael mit Friedhofsmauern und Toren GstNr.: .17, 81/1 Pfarrkirche Pusarnitz |
| ja   | Datei hochladen | Burgruine Feldsberg HERIS-ID: 45197 Objekt-ID: 46115                                         | Zur Feldsberg 3 Standort KG: Pusarnitz            | Von der schon im 17. Jahrhundert als ruinös bezeichneten Burg sind Reste von Mauern und Gebäuden aus dem 13. bis 16. Jahrhundert, Halsgräben und ein 40 Meter langer Teil einer noch gut fünf Meter hohen Ringmauer erhalten. | BDA-Hist.: Q1015285 Status: Bescheid Stand der BDA-Liste: 2025-06-30 Name: Burgruine Feldsberg GstNr.: 168/1                                                                |
| ja   | Datei hochladen | Römische Villa Pusarnitz HERIS-ID: 243539seit 2022                                           | Standort KG: Pusarnitz                            | Anmerkung: großflächiges Gelände, Koordinaten an einer Grundstücksgrenze | BDA-Hist.: Q112960888 Status: Bescheid Stand der BDA-Liste: 2025-06-30 Name: Römische Villa Pusarnitz GstNr.: 152/2, 151/1, 150, 160, 156, 153                              |